# Đảng Dân chủ Đồng hành
Đảng Dân chủ Đồng hành (DPK) (tiếng Hàn: 더불어 민주당; Hanja: 더불어 民主黨; Romaja: Deobureo Minjudang) trước đây là Liên minh Chính trị Dân chủ Mới (NPAD)), là một chính đảng trung gian – tự do của Hàn Quốc.
Đảng Dân chủ Đồng hành được thành lập vào ngày 26 tháng 3 năm 2014 trên cơ sở hợp nhất của Đảng Dân chủ và Ủy ban trù bị Đảng Tầm nhìn Chính trị Mới (New Political Vision Party, NPVP).

## Lịch sử

### Sự hình thành và lãnh đạo của Ahn–Kim (tháng 3 – tháng 7 năm 2014)
Vào ngày 26 tháng 3 năm 2014, Liên minh Chính trị Dân chủ Mới được thành lập sau khi một nhóm độc lập do Ahn Cheol-soo lãnh đạo, trong quá trình thành lập Đảng Tầm nhìn Chính trị Mới, sáp nhập với Đảng Dân chủ do Kim Han-gil lãnh đạo. Ahn và Kim đã trở thành đồng lãnh đạo của đảng mới. Đảng được ít phiếu trong cuộc bầu cử phụ vào tháng 7 năm đó, và cả hai nhà lãnh đạo đã từ chức sau khi lãnh đạo đảng ba tháng. Lãnh đạo của đảng đã được quản lý bởi một ủy ban khẩn cấp.

### Ahn–Moon chia rẽ (2015 – 16)
Vào ngày 7 tháng 2 năm 2015, một đại hội đảng đã bầu Moon Jae-in làm chủ tịch mới của đảng. Moon, người trước đây đã từng là tham mưu trưởng cho cựu tổng thống Roh Moo-hyun, là nhà lãnh đạo của phe "ủng hộ Roh" trong đảng, trái ngược với Ahn và Kim. Moon bị chỉ trích vì áp đặt "quyền bá chủ ủng hộ Roh" trong đảng, khi Ahn và Kim bị chế giễu và quấy rối tại lễ tưởng niệm Roh được tổ chức vào tháng 5 năm 2015.